# Lilla Havsjön, Blekinge
Lilla Havsjön är en sjö i Karlskrona kommun i Blekinge och ingår i Lyckebyåns huvudavrinningsområde. Sjön har en area på 0,0894 kvadratkilometer och ligger 63,3 meter över havet.